# Mamutes F.A.
O Mamutes Futebol Americano é uma equipe de futebol americano brasileira, sediada na cidade do Rio de Janeiro, filiado à AFAB, e disputa o torneio oficial dessa entidade, o Carioca Bowl
, como é chamado o campeonato estadual de  futebol americano de praia.
Em 2009 fechou um parceria com o Botafogo de Futebol e Regatas com isso o time passou a ser chamado de Botafogo Mamutes 
 até 2014.
Em 2010 Jogou o Torneio Touchdown, ficando em 4º lugar.
No ano de 2014 fechou uma parceria com o Madureira Esporte Clube, se tornando o Madureira Mamutes  e em 2016 chegou ao vice campeonato do Carioca Bowl.
No ano de 2017 O time volta a se chamar Mamutes F.A., nome que não usava desde 2008.

## Titulos
Pantanal Bowl: 2008
 Litoral Bowl: 2011

## Presidentes e Treinadores
| Ano             | Nome           |
| --------------- | -------------- |
| 1992 - 1993     | Roger Paixão   |
| 2003 - 2004     | Roger Paixão   |
| 2005 - 2007     | Bruno Millano  |
| 2008 - 2011     | Ivan Franklin  |
| 2011 - 2012     | Rafael Salomão |
| 2012 - Presente | Bruno Millano  |

| Ano         | Nome                                        |
| ----------- | ------------------------------------------- |
| 1992 - 1993 | Roger Paixão                                |
| 2003 - 2004 | Roger Paixão                                |
| 2005 - 2006 | Lefreve Marback                             |
| 2007        | Ivan Franklin                               |
| 2008 - 2010 | Leandro Carvalho                            |
| 2011        | Carlos Januario (Lynho) - Torneio Touchdown |
| 2010 - 2012 | Uirá Freitas                                |
| 2012 - 2013 | Leandro Carvalho                            |
| 2013 - 2014 | Bruno Millano                               |
| 2014 - 2015 | Vinícius Barros                             |
| 2016        | Renan Stefano                               |
| 2017        | Rodrigo Mattos                              |

## Uniformes

#### Mamutes F.A.
| Home 2004-2006 | Away 2004-2006 | Home 2007-2009 | Away 2007-2009 |
| -------------- | -------------- | -------------- | -------------- |
|                |                |                |                |

#### Botafogo Mamutes F.A.
| Home 2009-2013 | Away 2009-2013 | Alternate 2011-2013 | Home 2014 |
| -------------- | -------------- | ------------------- | --------- |
|                |                |                     |           |

#### Madureira Mamutes F.A.
| Home 2015-2016 | Away 2015-2016 |
| -------------- | -------------- |
|                |                |

## Números Aposentados
| Número | Nome          | Posição | Ano       |
| ------ | ------------- | ------- | --------- |
| 33     | Heron Azevedo | WR      | 2004-2009 |
| 96     | Roger Paixão  | DL      | 1992-2005 |

Atualizadas em 26 de Setembro de 2018.